# Kanadai vapiti
A kanadai vapiti (Cervus canadensis canadensis) az emlősök (Mammalia) osztályának párosujjú patások (Artiodactyla) rendjébe, ezen belül a szarvasfélék (Cervidae) családjába tartozó vapiti (Cervus canadensis) egyik kihalt észak-amerikai alfaja.

## Előfordulása
A kanadai vapiti az USA északi és keleti részein, valamint Kanada délkeleti részén élt. Az utolsó példányt Pennsylvania államban lőtték le 1877. szeptember 1-jén. 1880-ban Az Amerikai Egyesült Államok Halászati és Vadászati Hivatala (U.S. Fish and Wildlife Service) kihaltnak nyilvánította az alfajt. Rokona, a Cervus canadensis merriami is körülbelül ebben az időben halt ki.

## Megjelenése
A kanadai vapiti nagyobb volt nyugati rokonainál. Egy felnőtt bika elérte az 543 kilogrammot, marmagassága a 150 centimétert. Agancsának hossza 180 centiméter volt.

## Története
Az 1400-as évek végén Észak-Amerikában a vapiti volt a legelterjedtebb patás állat; a kontinens majdnem mindegyik részén rá lehetett bukkanni. A kanadai alfajt meg lehetett találni egész Kelet-Kanadában és Kelet-USA-ban, nyugaton egészen a Mississippi folyóig. A nagy, erdős területeket kedvelte. Ahogyan az európaiak a következő századokban terjeszkedtek a kontinensen, a vapiti állományok csökkenni kezdtek, mivel az emberek túlvadászták őket és kivágták élőhelyüket, a hatalmas erdőket. John James Audubon természettudós azt állította, hogy 1851-ben, az Allegheny-hegységben már csak kevés vapitit lehet találni, és az eredeti elterjedési területükről már eltűntek. A 19. század végére a kanadai vapiti teljesen kihalt. Ami keveset tudunk erről az alfajról, azt csontvázakból és korabeli leírásokból ismerjük.

## Betelepítések a kanadai vapitik korábbi területeire
Nemsokára, hogy a kanadai vapiti kihalt, a Yellowstone Nemzeti Park vezetői féltek, hogy a Parkban és környékén túlszaporodnak a vapitik, ezért állatokat ajánlottak olyanoknak, akik befogadnák őket. Az újonnan létesített Pennsylvania Game Commission (Pennsylvania állam Vadászati Hivatala) jelentkezett erre a hirdetésre, hogy kitöltse új vapitikkal az üresen maradt erdőket. 1913–1926 között a Hivatal 177 állatot eresztett szabadon, ezekből 50 a Yellowstone-ból származott. Pennsylvania 10 megyéjében történt betelepítési program. Manapság Pennsylvaniában több mint 800 vapiti él, elterjedési területük ebben az államban 1287 négyzetkilométer.
1990-ben vizsgálatot végeztek az egykori kanadai vapiti elterjedési területén, hogy lássák ha még élnek itt vad vapiti állományok. A vizsgálódás után Arizonából, Kansasból, Új-Mexikóból, Észak-Dakotából, Oregonból, Utahból és az Alberta tartományi Elk Island Nemzeti Parkból egészséges sziklás-hegységi vapitikat telepítettek be a kanadai alfaj területére.
A vapitit sikeresen betelepítették 1995-ben Wisconsinba, 2001-ben Ontarióba és Kentuckyba, 2002-ben Tennesseebe, az észak-karolinai Great Smoky-hegység Nemzeti Parkba és Michigan északi részébe. További élőhely vizsgálatokat tettek Illinois, Virginia, Nyugat-Virginia és New York államokban, de ide még nem telepítettek vapitikat.

## Lehetséges megmaradt állományok
Lehetséges, hogy a kanadai vapitiból nemcsak csontvázak maradtak meg. 1905-ben, Theodore Roosevelt amerikai elnök Új-Zélandnak 20 vapitit ajándékozott. Ezekből 18 élte túl a hajóutat, és őket a Fiordland Nemzeti Parkba helyezték. Az állatok fele a Yellowstone Nemzeti Parkból származott, míg a másik fele a massachusettsi Brookfield melletti vadasparkból, amely H.E. Richardson tulajdona volt. A Massachusettsből származó állatok sokak szerint Észak-Minnesotában befogott kanadai vapitik. Ezt a feltételezést az is erősíti, hogy az új-zélandi vapitik különleges tulajdonságokat mutatnak, ilyen az „elágazó agancs”, ugyanis a fő ág csúcsa elágazik.
Akárhogy is legyen, a genetikailag tiszta kanadai vapiti valószínűleg már megsemmisült. Ahhoz, hogy a kanadai vapiti megmaradjon és alkalmazkodjon Új-Zéland kemény éghajlatához, más, szívósabb vapiti alfajokkal kellett kereszteződjön. A tisztavérű állomány tönkremenéséhez egyéb okok is hozzájárultak; például 1935-ben elvesztették védett státuszukat; kereszteződtek a gímszarvassal; az új-zélandi kormány káros, inváziós fajnak nyilvánította. Manapság a vapiti állomány csak árnyéka az egykori populációnak, amely most csak hibrid állatokból áll. Ezeknek az állatoknak sokszor sikerül túlélni a kormány által elrendelt kiirtási „hadjáratokat” a Fjordland környékén.
Lehet, hogy Ontario nagy erdeiben még élnek kanadai vapitik. Az 1980-as évek elején, Sault Ste. Marie város közeléből beszámolók érkeztek egy vapiti csoportról. Lehet, hogy a látott állatok a kanadai alfajhoz tartoztak, ami azt jelentené, hogy Ontarióban még létezik ez a kihaltnak vélt állat.